# Cortemaggiore
Cortemaggiore é uma comuna italiana da região da Emília-Romanha, província de Piacenza, com cerca de 4.186 habitantes. Estende-se por uma área de 36 km², tendo uma densidade populacional de 116 hab/km². Faz fronteira com Besenzone, Cadeo, Caorso, Fiorenzuola d'Arda, Pontenure, San Pietro in Cerro, Villanova sull'Arda. Foi terra natal do astrónomo Lorenzo Respighi.

## Demografia
| Variação demográfica do município entre 1861 e 2011                               |
|                                                                                   |
| Fonte: Istituto Nazionale di Statistica (ISTAT) - Elaboração gráfica da Wikipedia |